# ممثلية المغرب لدى دولة فلسطين

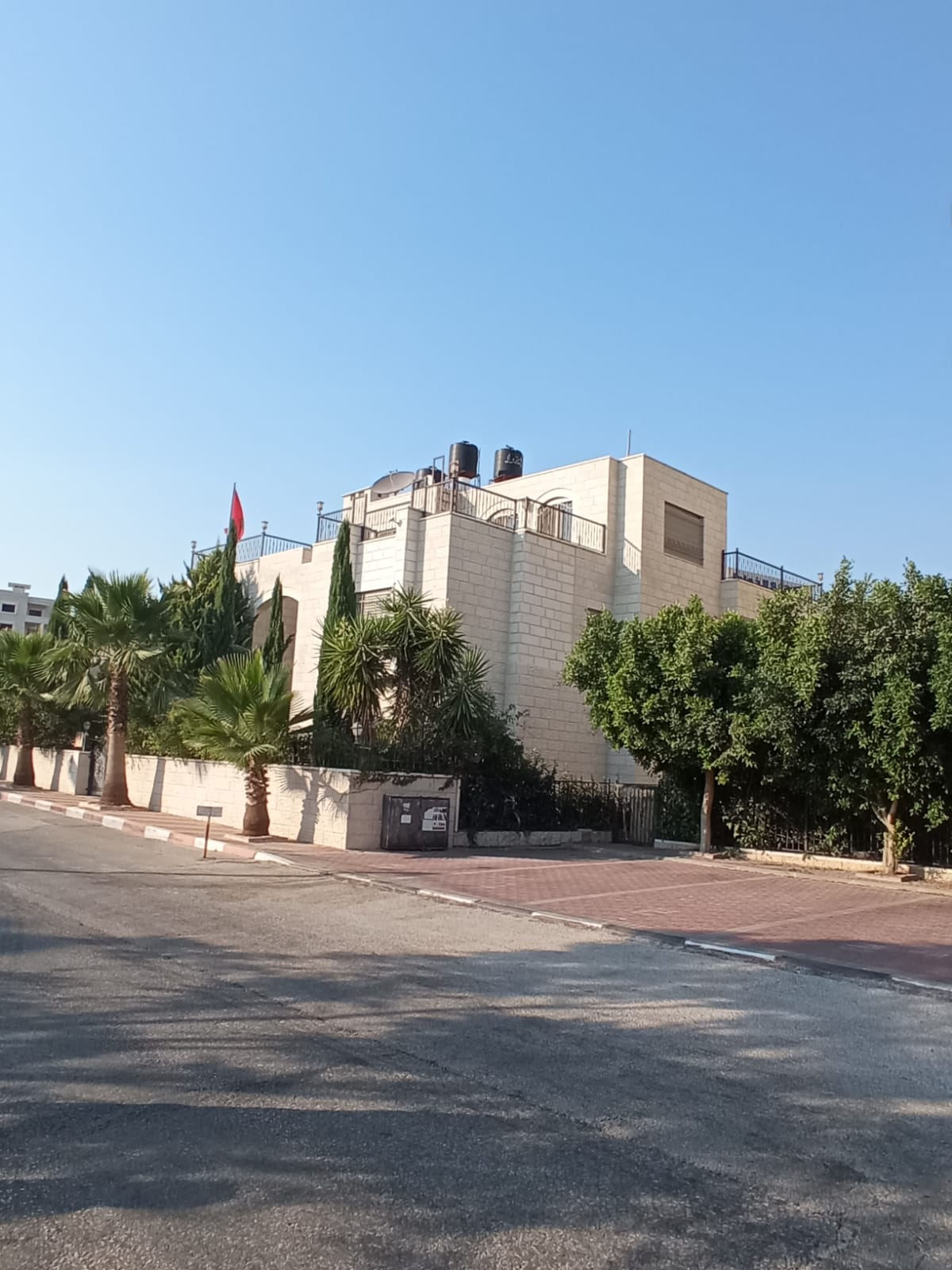
مبنى السفارة المغربية في فلسطين

ممثلية المغرب لدى دولة فلسطين أو مكتب اتصال المغرب لدى السلطة الوطنية الفلسطينية سابقًا هي الممثلية الدبلوماسية العُليا المغربية لدى دولة فلسطين. تأسست عام 1996 في مدينة غزة، ولاحقًا انتقلت إلى حي الطيرة بمدينة رام الله.

## قائمة الممثلون
| الترتيب | رئيس البعثة الدبلوماسية | تاريخ الاعتماد الدبلوماسي | تاريخ الانتهاء | ملك المغرب                               | رئيس دولة فلسطين     | ملاحظات                            |
| ------- | ----------------------- | ------------------------- | -------------- | ---------------------------------------- | -------------------- | ---------------------------------- |
| 1       | محمد عبد السلام سيناصر  | 1994                      | 2007           | الحسن الثاني بن محمدمحمد السادس بن الحسن | ياسر عرفات           | يُعد أول ممثل لدى السلطة الفلسطينية |
| 2       | محمد الحمزاوي           | 4 يونيو 2009              | 2021           | محمد السادس بن الحسن                     | ياسر عرفاتمحمود عباس | عُين في 24 يناير 2009.              |
| 3       | عبد الرحيم مزيان        | 6 فبراير 2022             | لا يزال        | محمد السادس بن الحسن                     | محمود عباس           | عُين في 6 يوليو 2020.               |